# استم (کارولینای شمالی)
استم (به انگلیسی: Stem) شهری در ایالت کارولینای شمالی کشور ایالات متحده آمریکا است که جمعیت آن در سرشماری سال ۲۰۱۰ میلادی، ۴۶۳ نفر بوده‌است.